# Djupsjön (Våmhus socken, Dalarna)
Djupsjön är en sjö i Mora kommun i Dalarna och ingår i Dalälvens huvudavrinningsområde. Sjön har en area på 0,34 kvadratkilometer och ligger 502,1 meter över havet. Vid provfiske har bland annat abborre, elritsa, lake och sik fångats i sjön.

## Delavrinningsområde
Djupsjön ingår i det delavrinningsområde (679727-143002) som SMHI kallar för Mynnar i Unnan. Medelhöjden är 476 meter över havet och ytan är 33,61 kvadratkilometer. Räknas de 4 avrinningsområdena uppströms in blir den ackumulerade arean 76,45 kvadratkilometer. Djupån som avvattnar avrinningsområdet har biflödesordning 4, vilket innebär att vattnet flödar genom totalt 4 vattendrag innan det når havet efter 351 kilometer. Avrinningsområdet består mestadels av skog (84 procent). Avrinningsområdet har 0,57 kvadratkilometer vattenytor vilket ger det en sjöprocent på 1,7 procent.

## Fisk
Vid provfiske har följande fisk fångats i sjön:
- Abborre
- Elritsa
- Lake
- Sik
- Siklöja